# Dobrzyniewo Duże (village)
Pour les articles homonymes, voir Dobrzyniewo Duże.
Dobrzyniewo Duże est un village de la voïvodie de Podlachie et du powiat de Białystok. Il est le siège de la gmina de Dobrzyniewo Duże et comptait 1.200 habitants en 2006.